# Wólka Poturzyńska
Wólka Poturzyńska – osada w Polsce położona w województwie lubelskim, w powiecie hrubieszowskim, w gminie Dołhobyczów.
Wieś tenuty poturzyńskiej w XVIII wieku. W latach 1975–1998 miejscowość administracyjnie należała do województwa zamojskiego. 
Wieś jest sołectwem w gminie Dołhobyczów. Według Narodowego Spisu Powszechnego (III 2011 r.) liczyła 135 mieszkańców i była jedenastą co do wielkości miejscowością gminy.
Wierni Kościoła rzymskokatolickiego należą do parafii Matki Bożej Częstochowskiej w Dołhobyczowie.

## Historia
W dobie staropolskiej wieś w  starostwie bełskim, należała do dóbr królewskich. W XVIII w. dzierżawił ją Franciszek Trembiński. Według Słownika geograficznego Królestwa Polskiego z roku 1887, Poturzyńska Wólka, wieś w powiecie tomaszowskim, gminie Poturzyn, parafii Oszczów. Położona pośród lasu, posiadała 17 domów i 157 mieszkańców w tym 18 wyznania rzymskokatolickiego Gruntu było 185 mórg ziemi ornej 34 morgi łąk, 16 mórg lasu. Ludność trudniła się rolnictwem. Folwark należący do Poturzyna  posiadał 74 mórg roli ornej 55 mórg łąk i 521 mórg lasu.